# ヘッセン王朝
ヘッセン王朝（ヘッセンおうちょう）は、1720年から1751年まで続いたスウェーデンの王朝。ヘッセン家出身のフレドリク1世1代限りの王家である。広義には、前王朝プファルツ王朝の継続王朝として扱われることもある。

## 概要
大北方戦争さなかの1718年に戦死したプファルツ王朝のカール12世には嗣子がなかったため、妹であるウルリカ・エレオノーラ女王が即位した。しかしウルリカ・エレオノーラは議会との対立から2年後の1720年に自ら退位した。代わって王位に就いたのが、ウルリカ・エレオノーラの夫で、ドイツの領邦君主ヘッセン＝カッセル方伯カールの嗣子であるフリードリヒ（フレドリク、1715年婚姻）であった。ヘッセン＝カッセル家は、17世紀の三十年戦争において、カルヴァン派の領邦で、ドイツ諸邦の中で最もスウェーデンに忠実な同盟者であり、プロテスタントの大義とそれを擁護するフランス、スウェーデンを支持していた。
当時のスウェーデンは、ロシア帝国などの相手にした大北方戦争に敗れていたため、大国時代の面影を失っていた。1720年のストックホルム条約、翌1721年のニスタット条約によって大北方戦争は終結し、スウェーデンは多大な領土を喪失し、ドイツでのわずかな領土およびフィンランドのみ残され、北方での覇権を失った。また、政治的にもロシア帝国やプロイセン王国の影響力にさらされるなど、スウェーデンのヨーロッパに対する影響力は著しく低下した。このような中で国王となったフレドリク1世は、王権を制約された事実上の立憲君主となった。1730年にはヘッセン＝カッセル方伯も継承したが、ウルリカ・エレオノーラとの間に嫡子はなく、1代で断絶することが確実となった。1738年まで、政治はアルヴィド・ホルンに主導された。
この時代のスウェーデンは、大北方戦争以後の没落の時代であった。国政の中心は議会にあり、王権は弱体化していた（身分制議会による主導）。しかし戦後、スウェーデンがヨーロッパの動向に対して中立の立場を取ったことで国内は安定し、スウェーデンは文化面で成熟期を迎えた。大北方戦争以後の1720年代から1770年代までのスウェーデンは「自由の時代」と呼ばれるようになった。また経済面においても大国時代の軍国主義から重商主義政策へ転換した事で経済面でも発展期を迎える事となった。
1744年、嫡子のいないフレドリク1世の王位継承者として、スウェーデン議会はホルシュタイン＝ゴットルプ家のアドルフ・フレドリクを推戴した。1751年にフレドリク1世は没し、ヘッセン朝は1代で幕を閉じることとなった。ヘッセン＝カッセル方伯はすでに方伯領の摂政として政務を執っていたフレドリクの弟ヴィルヘルム8世が継承した。

## 年表
- 1719年：新統治法制定。事実上の立憲君主制
- 1720年 フレドリク1世即位。メッソナ党政権
- 1721年：ニスタット条約、大北方戦争終結
- 1730年：フレドリク1世、ヘッセン＝カッセル方伯位を継承
- 1731年：スウェーデン東インド会社設立
- 1738年：ハッテナ党政権
- 1739年：スウェーデン王立科学アカデミー設立
- 1741年：ロシアと戦争（-1743年、ロシア・スウェーデン戦争）
- 1744年：ホルシュタイン＝ゴットルプ家のアドルフ・フレドリクを王位後継者に推戴
- 1751年：フレドリク1世没。ホルシュタイン＝ゴットルプ王朝開始

## 疑惑
フレドリク1世は、カール12世の謎の死に関与しているとも言われている。カール12世の死は、流れ弾によるものとされて来たが、20世紀後半に入って暗殺説への支持が高まり、決着を見ていない。さらに、フレドリク1世による王位継承は簒奪であったという説も浮上している。事実、カール12世の死の直前まではホルシュタイン＝ゴットルプ家の王位継承権が優先されていた。しかし、暗殺の証拠は何一つ発見されておらず、18世紀のスウェーデン貴族による証言のみであるため、フレドリク1世の黒幕説には明確なものは一切ない。また暗殺説を否定する説も根強い。